# پریتوی پور
پریتوی پور (به انگلیسی: Prithvipur) یک منطقهٔ مسکونی در هند است که در بخش تیکامگر واقع شده‌است. پریتوی پور ۴۲٬۸۸۳ نفر جمعیت دارد.